# Blitzkrieg on Birmingham '77
Blitzkrieg on Birmingham '77 är ett inofficiellt livealbum av Motörhead som släpptes den 19 oktober 1989. Konserten var i Town Hall, Birmingham den 3 juni 1977. Några av låtarna som finns på albumet är covers på låtar som Hawkwind gjort, bandet som Lemmy Kilmister spelade i innan han grundade Motörhead. Man spelade även några låtar från andra artister och musikgrupper också.

## Låtlista
| Nr           | Titel                                                        | Längd |
| ------------ | ------------------------------------------------------------ | ----- |
| 1.           | Motorhead (Hawkwind Cover)                                   | 03:22 |
| 2.           | Vibrator                                                     | 03:59 |
| 3.           | Keep Us On The Road                                          | 05:55 |
| 4.           | The Watcher (Hawkwind Cover)                                 | 05:08 |
| 5.           | Iron Horse                                                   | 05:11 |
| 6.           | Leaving Here (Eddie Holland Cover)                           | 02:59 |
| 7.           | On Parole                                                    | 06:32 |
| 8.           | I'm Your Witchdoctor (John Mayall & the Bluesbreakers cover) | 03:02 |
| 9.           | Train Kept A-Rollin' (Tiny Bradshaw cover)                   | 03:46 |
| 10.          | City Kids (Pink Fairies cover)                               | 04:32 |
| 11.          | White Line Fever                                             | 02:40 |
| Total längd: | Total längd:                                                 | 47:06 |

## Re-Releases
Det har släppts en del re-releaser på albumet, dessa var: 
- The Best & The Rest Of Motörhead, släpptes år 1990.
- Britain's Health Resort, släpptes i Italien år 1995.
- Rock Series, släpptes i Japan år 1996.
- Plugged In!, släpptes den 1 september år 1997.
- Too Loud To Be Proud, släpptes internationellt den 15 november år 1998.
- Live 1977, släpptes i Japan den 28 september 1999 som det fanns fyra bonuslåtar på som var: I'll Be Your Sister, Lost Johnny, Louie Louie och Tear Ya Down.
- Bite The Bullet, släpptes den 21 maj 2001, dubbel-CD med extralåtarna Dirty Love och Stone Dead Forever.
- Ironhorse, släpptes den 25 juli 2001.
- Vibrator, släpptes den 2 november 2001.
- Keep Us On The Road - Live 1977, släpptes den 7 maj 2002, dubbel-CD med extralåten Lock Up Your Daughters.
- Royal Flush, släpptes den 18 maj 2012.